# Очень голодные игры
«Очень голодные игры» (англ. The Starving Games) — комедийная пародия на популярный фильм «Голодные игры» от создателей фильмов «Нереальный блокбастер», «Знакомство со спартанцами» и «Очень страшное кино». В США вышел в прокат 8 ноября 2013 года, в России — 31 октября.
Слоган фильма: «Этот фильм сожжёт ваши калории дотла».

## Сюжет
Фильм начинается с того, что Кантмисс Эвершот (созвучно с английским Can’t Miss Ever Shot — «Ни выстрела мимо», а также «Не упустит ни рюмки») из дистрикта 12 вместе со своим парнем Дейлом сидит у берега реки. Их разговор прерывает голос из динамика, сообщающий, что скоро начнется отбор на 75-е «Очень голодные игры». Согласно правилам, на этом событии должны присутствовать все жители дистрикта.
Кантмисс и Дейл вместе с остальными собираются возле сцены. Перед началом отбора по экрану показывают президента Снежка, который объявляет, что победитель игр получит кусок ветчины, купон в «Subway» и покусанный огурчик. Ведущая достаёт листок с именем первой участницы; ей оказывается младшая сестра Кантмисс. Но старшая сестра, в качестве добровольца, отправляется на игры вместо неё. Парень по имени Питер тоже добровольно становится вторым трибутом от дистрикта 12.
За день до начала игр проходит традиционное шоу, на котором все участники рассказывают истории о своей жизни, чтобы вызвать к себе привязанность со стороны жителей дистриктов. Когда приходит очередь Питера, он говорит, что влюблен в одного из участников игр. Кантмисс думает, что он говорит про неё, но оказывается, что речь шла о Марко, трибуте из дистрикта 1. За это, когда Питер возвращается за кулисы, Кантмисс вонзает свою ногу ему в анус со словами «Ах ты го…юк! Получи каблук в зад!». Парень оправдывается, что сказал это, потому что ему нужен союзник. Когда Кантмисс выходит на сцену, её платье загорается прямо на ней.
На следующее утро все участники собираются на поляне в лесу. Спустя некоторое время судья дает старт играм, выстрелив в одного из трибутов. Все, за исключением Кантмисс и Пита, сразу же бегут к оружию и начинают убивать друг друга. Кантмисс выхватывает из рук одной девушки рюкзак с луком и стрелами и бежит в глубь леса. Там она забирается на дерево, пытаясь спрятаться от остальных.
Вскоре туда же прибывают выжившие участники во главе с Марко (среди них также находится Питер). Они ищут Кантмисс, чтобы убить её. Марко замечает пиньяту с конфетами и леденцами, а уже потом её саму. Он кидает в неё копье, но оно, сделав оборот, возвращается и убивает парня из его команды. Марко решает подождать, пока Кантмисс сама слезет с дерева. Кантмисс замечает, что на соседнем дереве сидит девочка из другого дистрикта. Она говорит Кантмисс сбросить на них гнездо охотничьих пчёл, но та не справляется, и улей оказывается у неё на голове. Кантмисс от этого падает с дерева и раздавливает девушку из группы Марко. На всех остальных также нападают пчёлы, и участники бегут оттуда. У Кантмисс начинаются галлюцинации от укусов пчёл, её приводит в чувство та самая девочка. Она даёт ей пощечины и говорит, что они должны с ней объединиться, чтобы победить. Кантмисс соглашается.
Тут возвращаются Марко и его люди. Кантмисс бежит от них, но вскоре пятеро участников окружают её. Кантмисс решает дать бой. Вначале она продумывает, куда будет бить, а затем бросается на них. Первому парню, страдающему геморроем, она отбивает ногой анус до смерти. Второму она кулаком разбивает больную мошонку, и тот падает замертво. Третьему Кантмисс растягивает скобы и наносит ими удар в лицо. Четвёртой — девушке, страдающей угревой сыпью, она протягивает тюбик крема, а затем вонзает его ей в шею. Пятого — пубертатного подростка, она соблазняет, а потом душит грудью и сворачивает шею. Кантмисс торопится уйти, но тут появляется запоздавший Марко и заносит над ней нож. К счастью для неё, судья объявляет конец тайма, и они уходят на перерыв.
Во время отдыха Марко и Кантмисс, как ни в чём не бывало, дружески общаются, но судья даёт свисток, и игра возобновляется. Марко вновь заносит нож и готовится убить девушку, но внезапно появляется та девочка и бьёт его по ноге. Марко берет её и сильно пинает, отчего она ударяется об дерево. Кантмисс в ярости стреляет в него из лука, но промахивается, и Марко убегает. Кантмисс подбегает к девочке, но та уже смертельна ранена. Девочка просит Тейлор Свифт спеть ей колыбельную, но та поёт девочке, что она скоро умрёт и быстро сгниёт. Под конец песни у девочки изо рта уже лезут черви.
Кантмисс идет дальше по лесу и встречает Пита, замаскировавшегося в торт. Они договариваются объединиться против Марко. Пит показывает свою открытую рану на спине из-за депиляции. Они находят убежище и решают переночевать там, потому что Пит очень ослаб. К ним приходит записка от организаторов игр. В ней сказано, что Кантмисс и Пит должны заняться сексом, а взамен они получат лекарства для раненого парня. Они делают это, чем вызывают ревность у Дейла. Тот отправляется на место проведения игр, чтобы разобраться со своей девушкой.
Утром Кантмисс и Пит собираются искать Марко, но Пит хитрит, говоря, что к нему возвращается инфекция, и пытается склонить девушку к ещё одному сексу. Но та говорит «Не наглей!» и выворачивает ему пальцы. Ребята отправляются в лес, где встречают Марко. Они готовятся сразиться, но тут появляются «Неудержимые» и нацеливают на всех троих дула автоматов, но их всех сзади неожиданно расстреливает Дейл. Затем он начинает выяснять отношения с Кантмисс, и та просит его уйти, потому что он её позорит. Обиженный Дейл уходит.
Марко хватает Пита и приставляет к его горлу нож. Кантмисс достает из колчана со стрелами батон и натягивает его как стрелу. Марко улыбается, думая, что он ему ничего не сделает. Кантмисс стреляет, и батон вонзается парню в глазницу, убив на месте.
Кантмисс и Пит радуются, думая, что они победили в «Очень голодных играх». Но тут организаторы оповещают их, что правила изменились, и победитель может быть только один. Питер предлагает им обоим съесть отравленные ягоды, чтобы нарушить планы организаторов. Но Кантмисс пронзает его стрелой со словами «Ни хрена личного. Чисто бизнес. Вкурил?». Тем самым она становится победительницей 75-х «Очень голодных игр».

## В ролях
| Актёр             | Роль             |
| ----------------- | ---------------- |
| Майара Уолш       | Кантмисс Эвершот |
| Брант Догерти     | Дейл             |
| Коди Кристиан     | Питер Меларки    |
| Лорен Боулс       | Эффофф           |
| Дидрих Бадер      | президент Снежок |
| Росс Уингаарден   | Марко            |
| Дин Уэст          | Селека           |
| Теодус Крэйн      | Кливер Уильямс   |
| Крис Маррой       | Стэнли Кесарман  |
| Кеннеди Хермансен | Петуния Эвершот  |
| Эрин Л. Дэвис     | Руди             |
| Джухан Джонс      | Циннамон         |
| Тейлор Эшли Мёрфи | Гламмер          |
| Майкл Хартсон     | Боб Хайлокс      |

## Пародии на фильмы
- Аватар — галлюцинации Кантмисс после укусов пчёл
- Титаник — во время пародии на Аватар появляется Джеймс Кэмерон и выкрикивает фразу «Я король мира!»
- Мстители — в конце фильма появляется команда супергероев
- Fruit Ninja — Кантмисс режет фрукты
- Angry Birds — в Кантмисс стреляют птицей
- Гарри Поттер — Гарри, Рона и Гермиону показывают в дистрикте 12
- Шерлок Холмс — Кантмисс просчитывает в уме, как она расправится с соперниками
- Голодные игры — основной сюжет фильма
- Неудержимые 2 — секретное оружие в конце игр
- Оз: Великий и Ужасный — в начале фильма Кантмисс, промахнувшись стрелой, сбивает Оза, летевшего на аэростате
- Надоедливый апельсин — Кантмисс раздавила говорящий апельсин
- Хоббит: Нежданное путешествие — Кантмисс и Питер встречают героев этого фильма в пещере